# Tressa
Der Tressa ist ein Fluss mit 17 km Länge in Italien in der Region Toskana. Er durchläuft die Provinz Siena von Siena aus in südöstlicher Richtung.

## Verlauf
Er entspringt westlich von Siena bei Marciano, wo er sich mit dem Pescaja (heute Pescaia) vereinigt, und fließt in südlicher Richtung entlang der Strada Statale 223 di Paganico. Dort wendet er sich nach wenigen Kilometern in südwestliche Richtung, fließt südlich entlang der Via Cassia (Staatsstraße SS 2, hier verlaufsgleich mit der Via Francigena) und passiert den seneser Ortsteil Isola d’Arbia südlich bei 176 m s.l.m.. Kurz darauf verlässt er nach insgesamt 13 km die Gemeinde Siena und tritt in die von Monteroni d’Arbia ein. Diese durchläuft er auf insgesamt 4 km und trifft hier auf den Ortsteil Ponte a Tressa (172 m s.l.m.), wo er die Bahnstrecke Siena–Grosseto und die Via Cassia bzw. Via Francigena unterquert. Wenige Meter später tritt er als rechter Nebenfluss in den Arbia ein. Hier berührt er zudem kurz das Gemeindegebiet von Asciano.

## Geschichte
Der Legende nach flüchteten die Kinder des Remus, Senio und Aschio, vor ihrem Onkel Romulus aus Rom. Sie erreichten die Ufer der Tressa, um an der Anhöhe das Castel Senio (heute Castelvecchio) zu errichten. Hier entzündeten sie ein Feuer, das schwarzen und weißen Rauch entwickelte und so zum Stadtwappen Sienas (Balzana) wurde.
Die Kirche Santa Maria a Tressa in Ponte a Tressa ist Namensgebend für den Meister von Tressa (italienisch Maestro di Tressa), wo hier sein Werk Madonna col Bambino den Notnamen veranlasste.

## Der Tressa in der Literatur
Der Fluss spielt eine tragende Rolle im 1921 entstandenen Werk Das Gehöft (Il Podere) von Federigo Tozzi, wo das Gehöft südlich von Siena an der Tressa liegt.

## Bilder

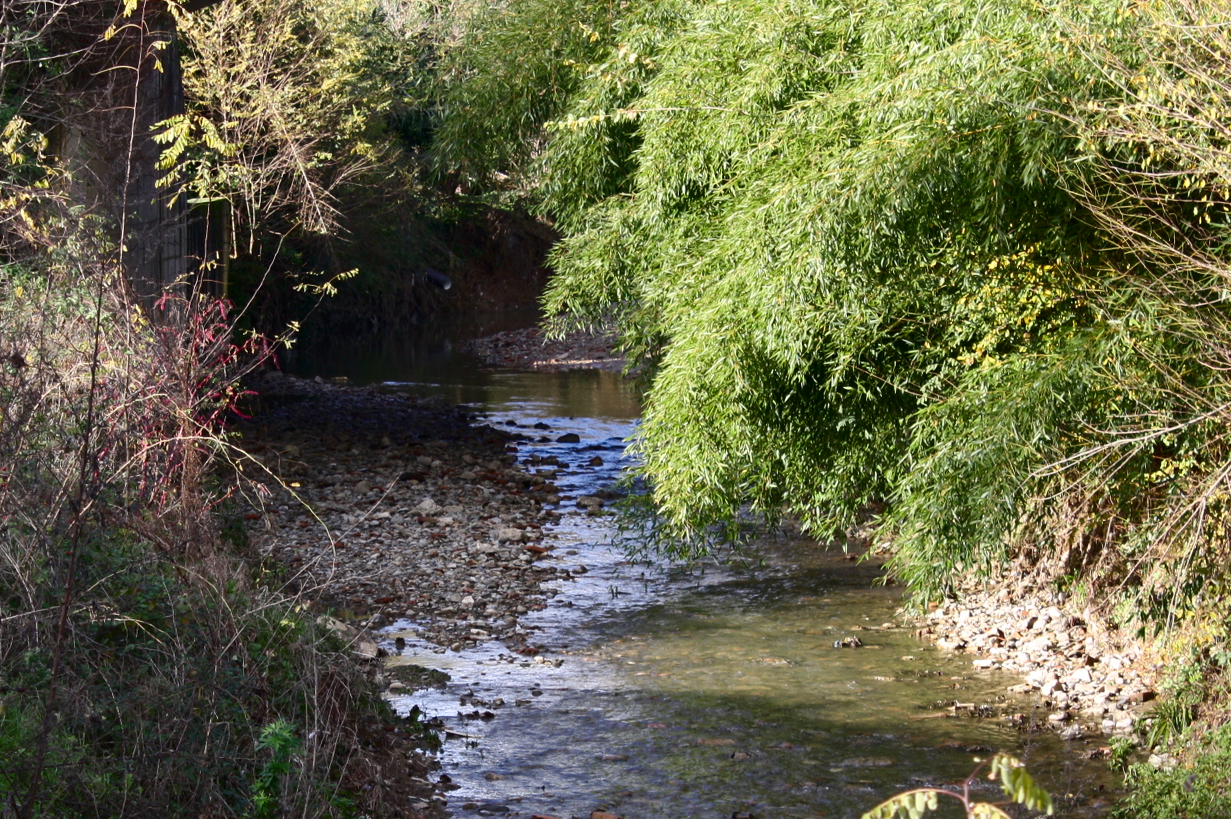
Der Tressa im Süden von Siena
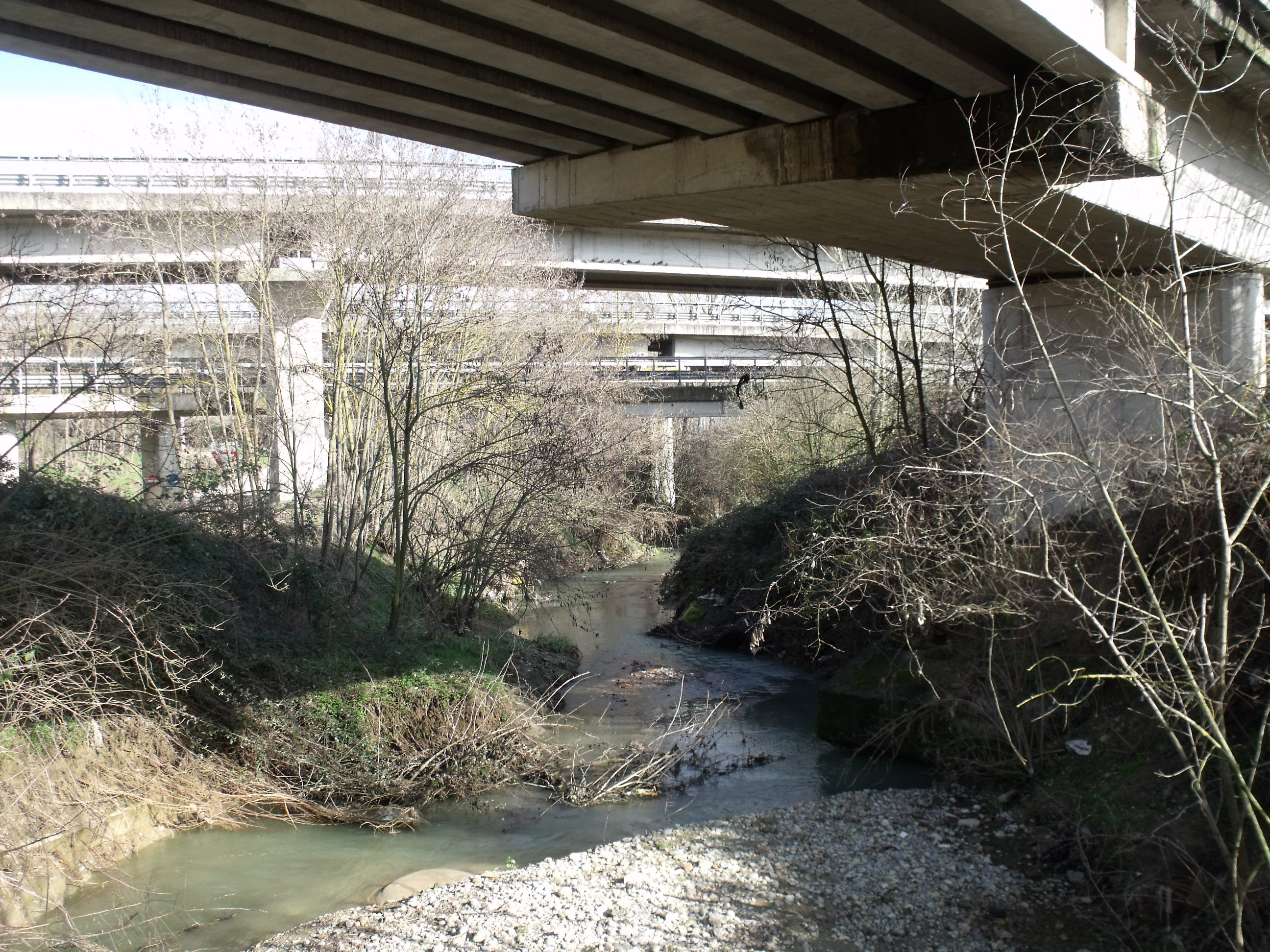
Der Tressa unter den Brücken der seneser Südtangente
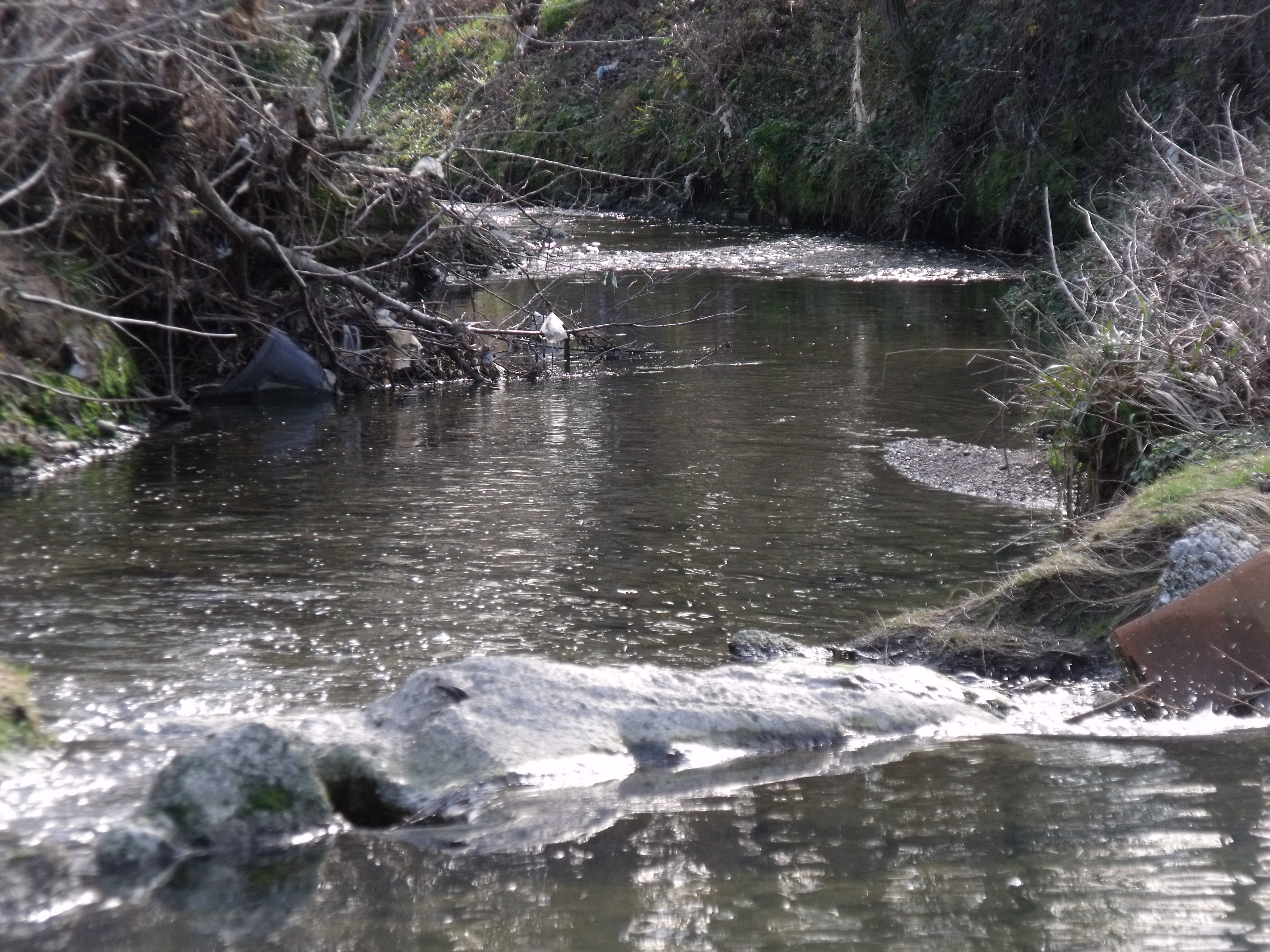
Der Tressa südlich von Siena (Cerchiaia)
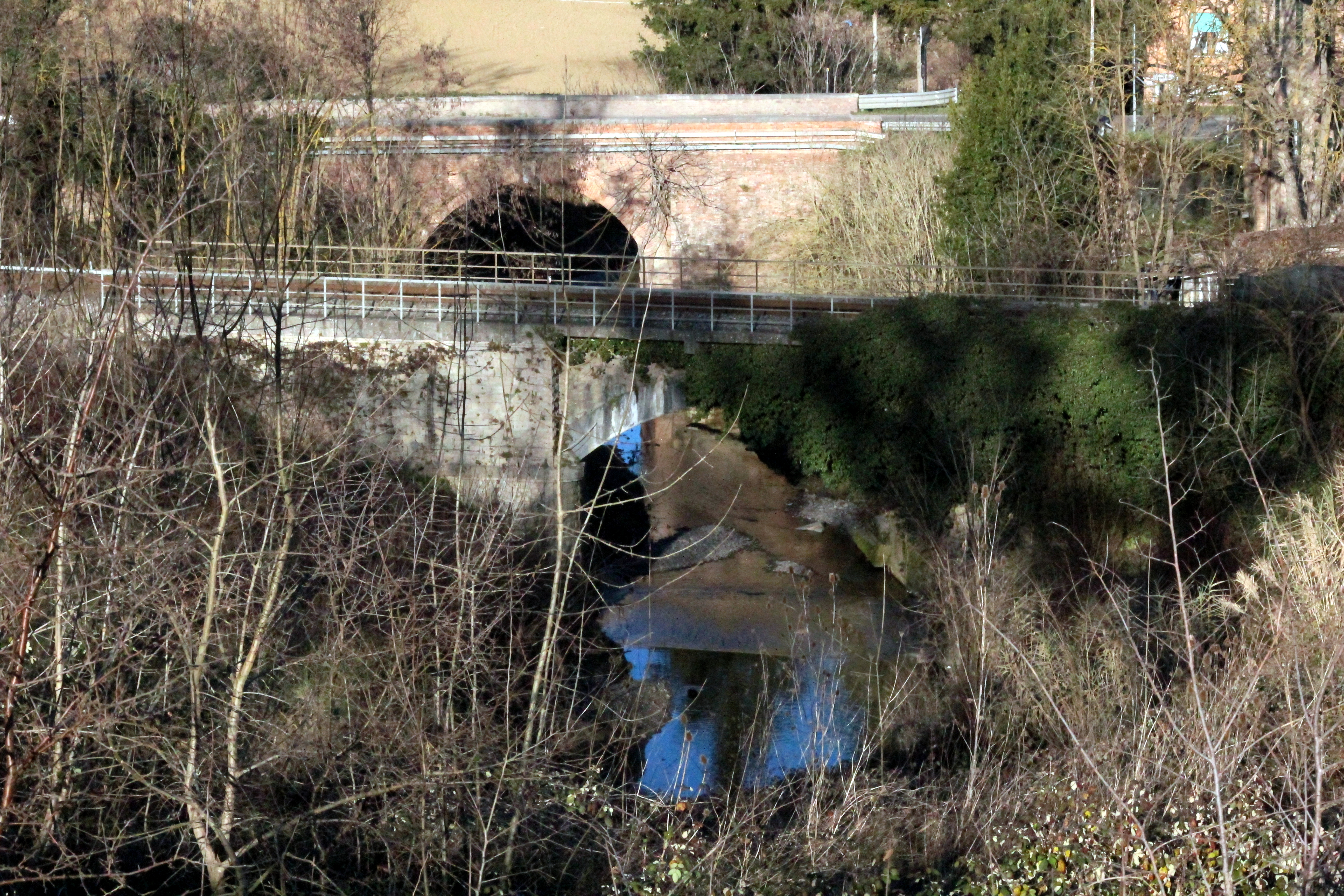
Der Tressa an den Brücken von Ponte a Tressa